# Saint-Laurent-la-Vallée
Saint-Laurent-la-Vallée é uma comuna francesa na região administrativa da Nova Aquitânia, no departamento Dordonha. Estende-se por uma área de 15,18 km². Em 2010 a comuna tinha 247 habitantes (densidade: 16,3 hab./km²).insee.fr/fr/ppp/bases-de-donnees/recensement/populations-legales/departement.asp?dep=24&annee=2009|título=População legal 2009|publicado=Insee|acessodata=22 de janeiro de 2012}}</ref>, com uma densidade 16 hab/km².